# Jimmy Jones
James "Jimmy" Jones, född 2 juni 1937 i Birmingham, Alabama, USA, död 2 augusti 2012, var en afroamerikansk sångare och låtskrivare.
På 1950-talet blev Jones medlem i doo wop-gruppen The Berliners, och var sedan med i några andra grupper fram till 1959 då han istället valde en solokarriär. Tillsammans med Otis Blackwell spelade han in en ny version av sin tidigare komposition "Handy Man". Låten gick upp till plats #2 på Billboard-listan i USA och blev även en framgång i Storbritannien. Hans nästa singel "Good Timin' " blev etta i Storbritannien och trea i USA. Hans nästföljande singlar blev inte lika framgångsrika men han fortsatte att göra nya inspelningar en bra bit in på 1960-talet. Jones sjöng sina låtar med falsettröst, vilket lär ha inspirerat Del Shannon som spelade in en egen version av "Handy Man" 1964. 1977 spelades den in av James Taylor till albumet JT.

## Diskografi (urval)
Singlar på Billboard Hot 100
- 1959 – "Handy Man" / "The Search Is Over" (#2)
- 1960 – "Good Timin'" / "My Precious Angel" (#3)
- 1960 – "I Just Go For You" / "That's When I Cried" (#83)
- 1961 – "I Told You So" / "You Got It" (#85)